# Stomatepia pindu
Stomatepia pindu ist eine Fischart aus der Familie der Buntbarsche (Cichlidae), die im kamerunischen Kratersee Barombi Mbo endemisch vorkommt.

## Merkmale
Stomatepia pindu kann eine Länge von 12 cm erreichen, hat den für Stomatepia-Arten typischen, langgestreckten Körper, ist aber die hochrückigste Art der Gattung. Die Körperhöhe liegt bei 30 bis 37 % der Standardlänge. Das Maul ist groß, die Länge des Oberkiefers liegt etwa bei einem Drittel der Kopflänge, ebenso die Länge der Schnauze (bei Fischen der Bereich vom Vorderrand des Auges bis zur Spitze des Mauls)-. In beiden Kiefern sind die Zähne der äußeren Reihe zweispitzig mit zwei ungleich großen Spitzen. Die kleinere Spitze kann auch zu einem Höcker reduziert sein oder fehlen. Die Zähne der inneren Reihen sind dreispitzig. Die untere Pharyngealia ist etwas länger als breit. Ihre Zähne sind klein und höckrig. 15 bis 20 kleine, konische Kiemenrechen befinden sich auf dem unteren Ast des ersten Kiemenbogens. Das sensorische System auf dem Kopf ist stärker als gewöhnlich entwickelt.
Die meisten Exemplare sind vollständig schwarz gefärbt, einschließlich der Flossen. Manchmal beschränkt sich die vollständige Schwarzfärbung auf den Rücken und geht im unteren Bereich der Körperseiten und auf den Flossen in ein Muster von unregelmäßigen schwarzen Flecken über. Die Kiemendeckel schimmern oft purpurn, die Augen sind oft leicht rötlich. Gestresste Fische sind grau mit einer Reihe schwarzer oder dunkelgrauer Flecken entlang der Mittellinie der Körperseiten und einer zweiten Reihe schwarzer Flecken darüber. Jungfische haben auf der Rückenflosse einen Tilapiafleck, der mit zunehmendem Alter verschwindet.
- Flossenformel: Dorsale XIII–XV/10–11, Anale III/ 8–9.

## Lebensweise
Stomatepia pindu ist ein ovophiler Maulbrüter. Die Eier sind grünlichgrau gefärbt und haben einen Durchmesser von 2 bis 3 mm. Er ernährt sich von Insektenlarven und Garnelen. Gegenüber der Süßwasserkrabbe Potamon africanus soll sich Stomatepia pindu als Kleptoparasit betätigen.